# Bettina Belitz
Bettina Belitz (née à Heidelberg le 21 septembre 1973 ) est une femme de lettres et journaliste allemande.
Elle étudia l'histoire et la littérature et travailla en tant que journaliste pour Die Rheinpfalz et d'autres publications.
Elle a un fils et habite dans une commune du Westerwald.

## Œuvres
- Splitterherz Script 5, Bindlach 2010.
- Scherbenmond. (2. Teil) Script 5, Bindlach 2011
- Dornenkuss. (3. Teil) Script 5, Bindlach 2011
- Sturmsommer. Thienemann, Stuttgart 2010
- Freihändig. Thienemann, Stuttgart 2010
- Fiona Spiona. Bd. 1. Falsch gedacht, Herr Katzendieb! Loewe, Bindlach 2010
- Fiona Spiona. Bd. 2. Ein Hering mit fiesen Gedanken. Loewe, Bindlach 2010.
- Fiona Spiona. Bd. 3. Ein Popo geistert umher. Loewe, Bindlach 2010
- Fiona Spiona. Bd. 4. Kapitän Feinripp geht baden. Loewe, Bindlach 2010
- Fiona Spiona. Bd. 5. Angriff der Rollmöpse. Loewe, Bindlach 2011
- Fiona Spiona. Bd. 6. 8 Weihnachtsmänner sind einer zu viel. Loewe, Bindlach 2011
- Luzie & Leander. Bd. 1. Verflucht himmlisch. Loewe, Bindlach 2010
- Luzie & Leander. Bd. 2. Verdammt feurig. Loewe, Bindlach 2010
- Luzie & Leander. Bd. 3. Verzwickt chaotisch. Loewe, Bindlach 2011
- Luzie & Leander. Bd. 4. Verblüffend stürmisch. Loewe, Bindlach 2011
- Luzie & Leander. Bd. 5. Verwünscht gefährlich. Loewe, Bindlach 2012

Ses œuvres ne sont pas traduites en français.